# Адміністративний устрій Оржицького району
Адміністративний устрій Оржицького району — адміністративно-територіальний устрій Оржицького району Полтавської області на 2 селищні ради і 19 сільських рад, які підпорядковуються Оржицькій районній раді й об'єднують 51 населений пункт.

## Список сільських радОржицького району
| №  | Назва                         | Центр              | Населені пункти                                                                      | Площа км² | Місце за площею | Населення (2001), чол. | Місце за населенням |
| -- | ----------------------------- | ------------------ | ------------------------------------------------------------------------------------ | --------- | --------------- | ---------------------- | ------------------- |
| 1  | Новооржицька селищна рада     | смт Новооржицьке   | смт Новооржицьке                                                                     |           |                 |                        |                     |
| 2  | Оржицька селищна рада         | смт Оржиця         | смт Оржиця с. Маяківка                                                               |           |                 |                        |                     |
| 3  | Воронинцівська сільська рада  | c. Воронинці       | c. Воронинці с. Козаче с. Котляревське с. Максимівщина с. Новоселівка с. Приймівщина |           |                 |                        |                     |
| 4  | Денисівська сільська рада     | c. Денисівка       | c. Денисівка с. Теремецьке с. Чмихалове                                              |           |                 |                        |                     |
| 5  | Зарізька сільська рада        | c. Заріг           | c. Заріг                                                                             |           |                 |                        |                     |
| 6  | Золотухинська сільська рада   | c. Золотухи        | c. Золотухи с. Тарасенкове                                                           |           |                 |                        |                     |
| 7  | Круподеринська сільська рада  | c. Круподеринці    | c. Круподеринці                                                                      |           |                 |                        |                     |
| 8  | Вишнева сільська рада         | c. Вишневе         | c. Вишневе с. Іванівка с. Несено-Іржавець с. Нове с. Тимки с. Хоружівка              |           |                 |                        |                     |
| 9  | Лазірківська сільська рада    | c. Лазірки         | c. Лазірки                                                                           |           |                 |                        |                     |
| 10 | Лукімська сільська рада       | c. Лукім'я         | c. Лукім'я с. Дмитрівка с. Загребля с. Колодна с. Нижній Іржавець                    |           |                 |                        |                     |
| 11 | Онішківська сільська рада     | c. Онішки          | c. Онішки                                                                            |           |                 |                        |                     |
| 12 | Плехівська сільська рада      | c. Плехів          | c. Плехів с. Тарасівка                                                               |           |                 |                        |                     |
| 13 | Райозерська сільська рада     | c. Райозеро        | c. Райозеро с. Полуніївка                                                            |           |                 |                        |                     |
| 14 | Савинська сільська рада       | c. Савинці         | c. Савинці с. Грабів                                                                 |           |                 |                        |                     |
| 15 | Сазонівська сільська рада     | c. Сазонівка       | c. Сазонівка                                                                         |           |                 |                        |                     |
| 16 | Селецька сільська рада        | c. Великоселецьке  | c. Великоселецьке с. Малоселецьке                                                    |           |                 |                        |                     |
| 17 | Староіржавецька сільська рада | c. Старий Іржавець | c. Старий Іржавець с. Чайківщина                                                     |           |                 |                        |                     |
| 18 | Чевельчанська сільська рада   | c. Чевельча        | c. Чевельча                                                                          |           |                 |                        |                     |
| 19 | Черевківська сільська рада    | c. Черевки         | c. Черевки с. Заріччя с. Сліпорід с. Хорошки                                         |           |                 |                        |                     |
| 20 | Чутівська сільська рада       | c. Чутівка         | c. Чутівка с. Новий Іржавець                                                         |           |                 |                        |                     |
| 21 | Яблунівська сільська рада     | c. Яблуневе        | c. Яблуневе с. Загребелля с. Залужне с. Пилиповичі                                   |           |                 |                        |                     |

* Примітки: смт - селище міського типу, с. - село

## Ліквідовані населені пункти
- Петровського (†1995)
- Ріжки (†1995)
- Івахненки (†2001)
- Савулівка (†2008)